# Ellinkallio
Ellinkallio är en liten klippö i Finland. Den ligger i sjön Saimen och utgör ett gränsmärke där gränsen mellan kommunerna Sankt Michel och Savitaipale ges ett mycket flackt knä åt norr. Gränsen är samtidigt gräns mellan landskapen  Södra Savolax och Södra Karelen, beläget i den södra delen av landet, 200 km nordost om huvudstaden Helsingfors. Öns area är omkring 240 kvadratmeter och dess största längd är 20 meter i sydöst-nordvästlig riktning.